# Loch Ascog (sjö i Storbritannien)
Loch Ascog är en sjö i Storbritannien.   Den ligger i riksdelen Skottland, i den nordvästra delen av landet, 600 km nordväst om huvudstaden London. Loch Ascog ligger 33 meter över havet. Arean är 0,45 kvadratkilometer.  